# Taraxacum unguifrons
Taraxacum unguifrons — вид квіткових рослин з родини айстрових (Asteraceae). Вид зростає в Європі: Німеччина, Нідерланди, Польща; це багаторічна рослина помірних біомів.
Черешок іноді злегка крилатий. Бічні частки нечисленні, 2–3(4), короткі трикутні, загострені, злегка загнуті. Кінцева частка видовжено шоломоподібна, до 4 см завдовжки, тупа, надрізано-зубчаста. Обгортка завширшки до 3.5 мм, розповсюджена до загнутої, майже без країв, іноді злегка фіолетового кольору.